# Gustav Grade

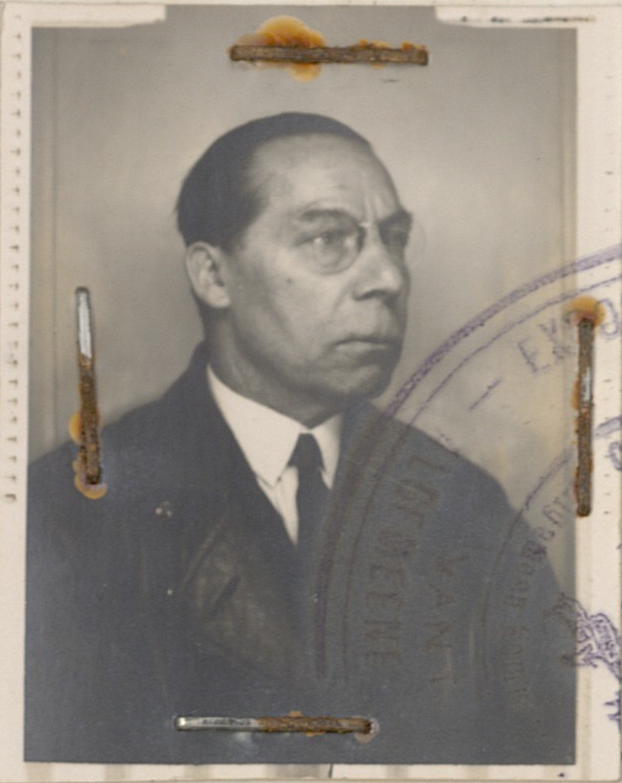
Gustav Grade, 1935

Gustav Adolph Grade (* 18. August 1869 in Danzig; † 4. Oktober 1935 in Sint-Agatha-Berchem, Belgien) war ein deutscher Artist. Er war unter den Künstlernamen Rolf Arras bekannt.
Grade wuchs als Sohn von Arbeitern in Danzig auf. Als er um die 20 war, fing er an als Artist aufzutreten, zuerst als Equilibrist. 1895 wurde seine älteste Tochter Irene Grade geboren, ein Jahr später heiratete er deren Mutter, Alice Pulham. Sie war als Kind bereits als die Artistin Zephora Budewell bekannt.
Die drei hatten Auftritte auf der gesamten Welt. Zusammen mit der 1911 in Berlin-Steglitz geborenen jüngsten Tochter Cäcilie Grade reisten sie durch Europa und traten auf unter den Artistennamen Yeotha and Captain Grade, 4 Arras und Anena.
1935 endete die Zusammenarbeitet während der Weltausstellung Brüssel 1935, als Gustav plötzlich starb. Die Töchter arbeiteten weiter, u. a. in Österreich und der Schweiz, zusammen mit dem 1938 geborenen Sohn von Irene, nach seiner Großmutter Viktor genannt wurde. 1948 war auch das vorbei. Cäcilie starb 1958 bei einem Verkehrsunfall in Ramstein, Irene 1962 nach kurzer Krankheit.
Grade war ein Bruder des Artisten Yukito Agawa, Paul Julius Grade, der mit seiner Tochter Elvira Patoczka geb. Grade auftrat. Später hat Elvira einen eigenen Akt gegründet, unter den Namen Verana. Sowohl Yukito Agawa als auch Verana waren japanische Gauklerakts.